# Patata di San Raffaele Cimena
La patata di San Raffaele Cimena è una varietà di patata tipica del  torinese in particolare della piana di San Raffaele Cimena.
  
Vista la particolare fertilità del terreno, le varietà coltivate nella piana sono molte e permettono una raccolta differenziata dei prodotti durante tutta la stagione.

## Caratteristiche
Varietà precoci della Primura e della Spunta
- forma =  piccola, lunga-ovale
- buccia = sottile giallo-chiaro
- polpa = bianca giallastra

Varietà di Monalisa, Draga, Désirée, Agata e tardiva di Kennebec
- forma =  medio-piccola, lunga-ovale
- buccia = giallo-chiaro
- polpa =  giallo chiaro

## Utilizzi
Data la vasta gamma delle varietà, la patata può essere utilizzata in tutti i suoi usi.